# Unione Sportiva Palermo 1921-1922
Questa voce raccoglie le informazioni riguardanti l'Unione Sportiva Palermo nelle competizioni ufficiali della stagione 1921-1922.

## Stagione
Questa stagione in Prima Divisione si tratta della prima competizione federale nazionale per il Palermo. Integrato al debutto assoluto nella Sezione siciliana dalla Confederazione Calcistica Italiana (CCI) dopo averle aderito il 25 agosto 1921, il club vince tutte le dieci partite del girone segnando 37 reti e subendone 5.
Ammesso dunque alle Finali di Lega Sud ancora all'esordio storico, la compagine rosanero viene eliminata dall'Audace Taranto al primo turno, perdendo la partita sul campo neutro di Torre Annunziata per 1-0.

## Rosa
| N. |                   | Ruolo | Calciatore          |
| -- | ----------------- | ----- | ------------------- |
|    | Italia (bandiera) | P     | De Lucia            |
|    | Italia (bandiera) | D     | Mannino             |
|    | Italia (bandiera) | D     | Bottega             |
|    | Italia (bandiera) | D     | Giuseppe Pirandello |
|    | Italia (bandiera) | C     | Quartana            |
|    | Italia (bandiera) | C     | Sichera             |
|    | Italia (bandiera) | C     | Palazzolo           |
|    | Italia (bandiera) | C     | Giovanni Trabucco   |

| N. |                        | Ruolo | Calciatore          |
| -- | ---------------------- | ----- | ------------------- |
|    | Italia (bandiera)      | A     | Aliotta             |
|    | Italia (bandiera)      | A     | Righi               |
|    | Italia (bandiera)      | A     | Giovanni Frangipane |
|    | Inghilterra (bandiera) | A     | Bowden              |
|    | Italia (bandiera)      | A     | Scavo               |
|    | Italia (bandiera)      | A     | Ferro               |
|    | Italia (bandiera)      | A     | Marretta            |

## Risultati

### Prima Divisione

#### Girone di andata
| Arbitro: | Nino Tramonti (Palermo) |

|                                              |           |              |
| Bowden 5’ Frangipane 18’, s.t. ??’ Ferro 53’ | Marcatori | 87’ Diomelli |

| Arbitro: | Dott. Gregorio Rosario (Furci Siculo) |

|        |           |                               |
| ?? 20’ | Marcatori | 42’ Righi 75’, 86’ Frangipane |

| Arbitro: | Girolamo Petrolo (Palermo) |

| |           |  |
| Frangipane ??’, ??’, ??’, ??’, ??’, ??’ Bowden ??’, ??’ Ferro ??’ Scavo ??’ Sichera ??’ ?? ??’ (aut.) | Marcatori |  |

| Palermo 29 gennaio 1922 4ª giornata | Libertas Palermo | 0 – 2 | Palermo | Campo Ranzano |

| Arbitro: | Barra Amedeo (Napoli) |

|              |           |                          |
| 86’ La Bruna | Marcatori | Bowden 2’ Frangipane 73’ |

#### Girone di ritorno
| Arbitro: | Dott. Gregorio Rosario (Furci Siculo) |

|                                |           |                                    |
| Della Casa 55’ (rig.) Neri 65’ | Marcatori | 7’ Scavo 12’ Bowden 87’ Frangipane |

| Arbitro: | Girolamo Petrolo (Palermo) |

|                                                                        |           |  |
| Frangipane p.t. ??’, s.t. ??’ Bowden p.t. ??’, p.t. ??’ Ferro p.t. ??’ | Marcatori |  |

| Palermo 19 marzo 1922 8ª giornata | Palermo | – Non disputata per il ritiro della Libertas Palermo | Libertas Palermo | Campo di via Francesco Paolo Di Blasi |

| Arbitro: | Nino Tramonti (Palermo) |

|                                |           |                                        |
| 52’, 58’ Frangipane 60’ Bowden | Marcatori | 18’ Stracuzzi 22’ La Bruna 50’ Berni I |

| Trapani 2 aprile 1922 10ª giornata | Vigor Trapani | – Non disputata per il ritiro della Vigor Trapani | Palermo | Campo degli Spalti |

### Finali di Lega

#### Primo turno
| Torre Annunziata 21 maggio 1922                    | Audace Taranto | 1 – 0 | Palermo |  |
| \| \| \| \| \| Lo Prieno I. 43’ \| Marcatori \| \| |                |       |         |  |
|                                                    |                |       |         |  |
| Lo Prieno I. 43’                                   | Marcatori      |       |         |  |